# نجات ایشلر
نژاد ایشلر (ترکی استانبولی: Nejat İşler؛ زادهٔ ۲۹ فوریهٔ ۱۹۷۲) هنرپیشه اهل ترکیه است. وی از سال ۱۹۹۴ میلادی تاکنون مشغول فعالیت بوده است. از فیلم‌ها یا برنامه‌های تلویزیونی که وی در آن ایفای نقش کرده است می‌توان به تخم‌مرغ و خواب زمستانی اشاره کرد.

## فیلم‌شناسی
| سینما                     | سینما                          | سینما            | سینما           |
| سال                       | عنوان                          | نقش              | یادداشت         |
| ------------------------- | ------------------------------ | ---------------- | --------------- |
| ۱۹۹۹                      | توفان سپتامبر                  | متین             |                 |
| ۲۰۰۳                      | همه‌چیز در مورد مصطفی           | فکرت             |                 |
| ۲۰۰۴                      | داستان‌های استانبول             | رمضان            |                 |
| ۲۰۰۵                      | چشم‌های دزدیده شده              | خلیل             |                 |
| ۲۰۰۵                      | 2 Süper Film Birden            | Refik Bey        |                 |
| ۲۰۰۶                      | در بار                         | سلیم             |                 |
| ۲۰۰۷                      | تخم‌مرغ                         | یوسف             |                 |
| ۲۰۰۷                      | لبه بهشت                       | کمیسر            |                 |
| ۲۰۰۹                      | ۱۰ تا ۱۱                       | علی              |                 |
| ۲۰۰۹                      | دام اژدها                      | انصار            |                 |
| ۲۰۱۰                      | سیاه و سفید                    | دکتر             |                 |
| ۲۰۱۰                      | درخت چنار                      | یاگیز            |                 |
| ۲۰۱۰                      | باشگاه بازندگان                | کان              |                 |
| ۲۰۱۳                      | بهراد چ، آنکارا در آتش است     | ارجمند چوزر      |                 |
| ۲۰۱۴                      | خواب زمستانی                   | اسماعیل          |                 |
| ۲۰۱۶                      | استانبول سرخ                   | دنیز سویسال      |                 |
| ۲۰۱۶                      | به جای ما                      | دوعان            |                 |
| ۲۰۱۷                      | ارباب مرغ دریایی               | جعفر             |                 |
| ۲۰۱۷                      | باشگاه بازندگان در جاده        | کان              |                 |
| ۲۰۲۰                      | ۹٬۷۵                           | احمد             |                 |
| ۲۰۲۲                      | تعمیرخانه                      | ییلماز           |                 |
| ۲۰۲۳                      | اورگون                         | اورچون           |                 |
| ۲۰۲۴                      | رنگ پیروزی                     | محمد صبری توپراک |                 |
| ۲۰۲۴                      | اهلی                           | اوزکان           |                 |
| ۲۰۲۴                      | در بار ۲                       | سلیم             | حضور کوتاه      |
| تلویزیون                  |                                |                  |                 |
| سال                       | عنوان                          | نقش              | یادداشت         |
| ۱۹۹۳                      | مبادله                         |                  |                 |
| ۱۹۹۳                      | مهمان خدا                      | کورهان           |                 |
| ۱۹۹۴                      | غرور                           |                  |                 |
| ۱۹۹۴                      | شهناز تانگو                    | ارگون            |                 |
|                           | بگذار مشکلات از ما باشد        |                  |                 |
| ۱۹۹۸                      | روزهای آبی                     |                  |                 |
| ۱۹۹۹                      | قلب دیوانه                     | اوکتای           |                 |
| ۲۰۰۱                      | چگونه در خانه ماندم            | متین             |                 |
| ۲۰۰۱                      | پدر بزرگم، گوفرت و من          | مراد             |                 |
| ۲۰۰۲                      | عشق و غرور                     | ایلهان تیمور     |                 |
| ۲۰۰۲–۲۰۰۳                 | گلبیاز                         | غدیر دمیراغلو    | نقش اصلی        |
| ۲۰۰۳                      | دفتر سلطان                     |                  | مهمان           |
| ۲۰۰۳                      | زخم گلوله                      |                  | مهمان           |
| ۲۰۰۴                      | خنده پیش من است                | خودش             | مهمان           |
| ۲۰۰۴                      | شیطان در جزئیات پنهان است      | علی              | نقش‌ اصلی        |
| ۲۰۰۴–۲۰۰۶                 | عالیه                          | دنیز اربیل       | نقش اصلی        |
| ۲۰۰۵                      | خشخاش سفید                     |                  | بازیگر مهمان    |
| ۲۰۰۷–۲۰۰۸                 | لبه چاقو                       | علی سینان        | نقش اصلی        |
| ۲۰۰۹–۲۰۱۰                 | باراز بزرگ                     | جمال هان‌اغلو     | فصل ۱، نقش اصلی |
| ۲۰۰۹                      | پشت میله‌های زندان              | احمد             | فصل ۳، مهمان    |
| ۲۰۱۰–۲۰۱۲, ۲۰۱۹           | بهزاد چ. داستان کارآگاه آنکارا | ارجمند چوزر      |                 |
| ۲۰۱۱–۲۰۱۲                 | حماسه کاشانلی علی              | کاشانلی علی      | نقش اصلی        |
| ۲۰۱۳                      | انتقام                         | روزگار دنیزچی    | نقش اصلی، فصل ۱ |
| ۲۰۱۴                      | نام من گل‌تپه است               |                  | صداپیشه         |
| ۲۰۱۷                      | داستان بدروم                   | بورا             | نقش مکمل        |
| ۲۰۱۹–۲۰۲۱                 | گودال                          | چاتای اردنت      | فصل ۳ و ۴       |
| ۲۰۲۳–۲۰۲۴                 | خانواده                        | جهان سویکان      | نقش اصلی        |
| İnternet dizi ve filmleri |                                |                  |                 |
| سال                       | عنوان                          | نقش              | یادداشت         |
| ۲۰۲۰-                     | احترام                         | ارجمند چوزر      | سریال بلو تی‌وی  |
| ۲۰۲۲–۲۰۲۴                 | همان‌طور که پرنده پرواز می‌کند   |                  | سریال نتفلیکس   |
| ۲۰۲۳                      | ۱۰ روز از یک مرد خوب           | صادق عادل اوچال  | فیلم نتفلیکس    |
| ۲۰۲۳                      | ۱۰ روز از یک مرد بد            | صادق عادل اوچال  | فیلم نتفلیکس    |
| ۲۰۲۴                      | ۱۰ روز از یک مرد کنجکاو        | صادق عادل اوچال  | فیلم نتفلیکس    |